# CHAT-SHIRE
『CHAT-SHIRE』（チャットシェア）は、韓国の女性ソロ歌手IUの4作目のミニアルバム。2015年10月23日にLOENエンターテインメントから発売された。

## 概要
本作は、2014年5月に発売した「花しおり」以来のアルバムである。初めてIUがアルバムプロデュースを手掛けた。「CHAT-SHIRE」は、23歳のIUに見える事柄と考えをベースにして、小説の中のキャラクターを用いて作った計7曲が収録された。IUがファンをのためにサプライズ公開され大きな愛を受けた『마음(心)』と KBSドラマ「プロデューサー」のシンディの曲として披露した『Twenty-Three』の2曲がボーナストラックとしてCDに収録された。本作のタイトル曲は、『스물셋 (twenty-three)』である。『Red Queen』は、ソルリが描いた自画像からインスピレーションを受けた楽曲である。
ビルボードは「2015年のK-POPアルバムTOP10」として6位に選んだ。seoulbeatsは、アルバムのトラックの多くで披露された「個人的な品質」を強調し、IUの「アーティストとしての成熟度の高まり」と音楽的に実験する意欲を称賛した。

## 収録曲
| #         | タイトル                     | 作詞      | 作曲                             | 編曲                         | 時間  |
| --------- | ---------------------------- | --------- | -------------------------------- | ---------------------------- | ----- |
| 1.        | 「새 신발（→新しい靴）」     | IU        | イ・ジョンフン                   | イ・ジョンフン               | 3:35  |
| 2.        | 「Zezé」                     | IU        | イ・ジョンフン, イ・チェギュ     | イ・ジョンフン, イ・チェギュ | 3:11  |
| 3.        | 「스물셋（→twenty-three）」  | IU        | イ・ジョンフン, イ・チェギュ, IU | イ・ジョンフン, イ・チェギュ | 3:14  |
| 4.        | 「푸르던（→The Shower）」    | IU        | IU                               | キム・ジェフィ               | 4:07  |
| 5.        | 「Red Queen (feat. Zion.T)」 | IU        | イ・ジョンフン, イ・チェギュ     | イ・ジョンフン, イ・チェギュ | 3:33  |
| 6.        | 「무릎（→膝）」              | IU        | IU                               | イ・ジョンフン               | 4:43  |
| 7.        | 「안경（→眼鏡）」            | IU        | IU                               | キム・ジェフィ               | 3:17  |
| 合計時間: | 合計時間:                    | 合計時間: | 合計時間:                        | 合計時間:                    | 25:40 |

| #         | タイトル         | 作詞      | 作曲               | 編曲               | 時間  |
| --------- | ---------------- | --------- | ------------------ | ------------------ | ----- |
| 8.        | 「마음（→心）」  | IU        | IU, キム・ジェフィ | IU, キム・ジェフィ | 2:47  |
| 9.        | 「Twenty Three」 | IU        | PJ, イ・ジョンフン | PJ, イ・ジョンフン | 3:17  |
| 合計時間: | 合計時間:        | 合計時間: | 合計時間:          | 合計時間:          | 31:56 |

## チャート成績

### 韓国
- タイトル曲「스물셋 (twenty-three)」は、MelOnなど主な音楽配信チャートで1位を獲得した。

- 2015年45週目 Gaonアルバムチャート（2015年10月21日～10月31日）で2位を獲得[4]。年間で43,184枚売り上げた[5]。

### その他
- タワーレコード全店K-POPアルバム週間チャート（2015年10月26日～11月1日）で5位を獲得[6]。（日本）
- ビルボードワールドアルバムチャート（2015年11月14日の週）で4位を獲得[7]。（アメリカ）

## 論争

### ボーナストラック「Twenty Three」のサンプリング問題
ボーナストラック「Twenty Three」にブリトニー・スピアーズが2007年に発表した「Gimme more」が無断でサンプリングされているという疑惑が浮上した。1分32秒のところから出てくる「Keep on rockin」という音声がブリトニー・スピアーズのものだという指摘に、所属事務所は「作曲家に聞いてその部分は編曲の過程で作曲家が購入して保有していたボイスサンプルの中から一つを使ったものだという事実を確認しました。しかし、弊社は使われたボイスサンプルの出処が不明だと判断し、正確な事実確認のため直ちにブリトニー・スピアーズの所属事務所に連絡し、同ボイスサンプルについて確認しております」と明かした。

### 「Zezé」の歌詞について
「Zezé」の歌詞とアルバムカバーのイラストは、5歳の主人公ゼゼを再解釈したものであり、ゼゼのモチーフとなった小説「私のライムオレンジの木」は、ヴァスコンセロスというブラジルの作家が1968年に出版した自伝的小説である。
韓国では「わんぱく天使」というタイトルで現在も多くの人に愛され読まれている小説である。韓国の出版社Dongnyokは、「Zezé」の歌詞について「ゼゼは5歳の子供で、家族からも虐待を受けて傷だらけの子供」とし、「こんなゼゼにとってミーニホは暖かく慰めてくれる唯一の友達です。しかし、ミーニホの観点から作った曲でゼゼがずる賢いと？」と指摘した。もちろん創作や解釈の自由はあるとしながらも、「虐待による痛みを抱える5歳児のゼゼを性的な対象にしたことは非常に残念に思う部分」として遺憾の意を示した。
IUは「「わんぱく天使」は、私にとって本当に大切な小説です。私は誓って、5歳の子供を性的対象化しようとする意図で歌詞を書いていません。歌詞のゼゼは小説の内容のモチーフだけを借用した第3の人物です。ですが、私の音楽をお聞きになった多くの方々のお言葉を聞いて、私の歌詞が十分に不快な内容で聞こえる可能性があるということと、その結果多くの方々の心に傷つけてしまうことになったことを知るようになりました。全面的に、私が作詞家として未熟だったためです。あるインタビューで、私がした話についても多くの方々が驚かれたと思います。私はそのインタビューで「幼いゼゼに対する言葉でなく、ゼゼが持つ性質がセクシーだと感じた」と話しました。5歳の子供ではなく、両面性という“性質”に対して話しました。ですが、これもまた、子供(という言葉)が言及された文章で、あえて“セクシーだ”という単語を使うことによって誤解を引き起こした私のミスです。（一部抜粋）」と謝罪した。

## 公演
- 2015年11月21日から12月13日まで韓国内の4都市（ソウル、釜山、大邱、光州）で開催[11][12]。年末にはソウルでアンコール公演を開催した。

| IU Concert Tour 2015 'CHAT-SHIRE'   | IU Concert Tour 2015 'CHAT-SHIRE' | IU Concert Tour 2015 'CHAT-SHIRE' | IU Concert Tour 2015 'CHAT-SHIRE' | IU Concert Tour 2015 'CHAT-SHIRE'     |
| 開催日程                            | 開催日程                          | 都市                              | 会場                              | ゲスト                                |
| ----------------------------------- | --------------------------------- | --------------------------------- | --------------------------------- | ------------------------------------- |
| 2015年                              | 11月21日-22日                     | ソウル                            | オリンピックホール                | Dynamic Duo、クォン・ジョンヨル(10cm) |
| 2015年                              | 11月29日                          | 釜山                              | ベクスコオーディトリアム          | オ・ヒョク(Hyukoh)                    |
| 2015年                              | 12月6日                           | 大邱                              | エクスコ5階                       | エピック・ハイ                        |
| 2015年                              | 12月13日                          | 光州                              | 金大中コンベンションセンター      | GFRIEND                               |
| IU Encore Concert 2015 'CHAT-SHIRE' |                                   |                                   |                                   |                                       |
| 開催日程                            | 開催日程                          | 都市                              | 会場                              | ゲスト                                |
| 2015年                              | 12月30日-31日                     | ソウル                            | 蚕室学生体育館                    | チャ・テヒョン、ZICO                  |